# 6995 Minoyama
A 6995 Minoyama (ideiglenes jelöléssel 1996 BZ1) a Naprendszer kisbolygóövében található aszteroida. Kobajasi Takao fedezte fel 1996. január 24-én.